# Sean Rowe
Sean E. Rowe (Troy (New York), februari 1975 ) is een Amerikaanse zanger, gitarist en liedjesschrijver.
Nadat hij op zijn twaalfde verjaardag een basgitaar van zijn verjaardag had gekregen kreeg hij van zijn oom een  akoestische gitaar waarmee hij solo begon te spelen. Zijn eerst geschreven liedje ontstond na het horen van het nummer Eye of the Tiger van de band Survivor.
Rowe ontdekt Otis Redding en zijn lied Open the door waardoor hij geïnspireerd werd om met zingen te beginnen. Op zijn achttiende schreef hij zijn eerste liedje Turtle.
Sinds 2003 speelde Rowe in zijn eigen woonplaats in horecagelegenheden. In 2003 verscheen ook zijn debuutalbum 27. Hij begon te spelen met percussionist Marco Haber, die op een paar tracks van zijn eerste album 27 speelde. Kort daarna speelden zij samen onder de naam Mudfunk en op een livealbum Live at the Grind evenals op de single Wrong Side of the Bed. Deze laatste werd opnieuw worden opgenomen voor het solo-album van Sean, Magic, zonder Haber en met verschillende instrumenten. 
In 2009 werd Rowe gevraagd om te als opening te spelen voor Noah and the Whale in het Verenigd Koninkrijk. In 2013 was hij in Nederland te zien op het festival Into the Great Wide Open. Na zijn cd The salesman and the shark toerde hij als een soort reizende troubadour uitgebreid door de 'States' en gaf vaak huiskamerconcerten. De bebaarde troubadour ging op zijn nieuwe album terug naar de oorsprong van soul en bluesmuziek, met invloeden van Wilson Pickett en John Lee Hooker. Op zijn Europese concerten in 2015 speelde hij naast eigen werk ook covers van Richard Thompson, Willie Dixon en Bruce Springsteen. Op zijn cd Madman speelt hij met band, maar op 5 april 2015 in de studio van Vrije Geluiden bij Melchior Huurdeman was hij enkel met gitaar en zware schuurpapieren stem te horen.

## Natuurmens
In 2006 studeerde Rowe een jaar in Hawk Circle Wilderness Onderwijs in Cherry Valley, New York. Voor een van die survivalopleidingen moest hij 24 dagen alleen in de wildernis overleven. Rowe werd beïnvloed door kenner van wild voedsel Samuel Thayer. Samen gaven zij workshops over het eten van wilde eetbare planten. Door het lezen van The Tracker van Tom Brown begon hij een blog over zijn ervaringen in de wildernis. Later volgde hij cursussen bij Tom Brown's Wildernes Survival School in Asbury.

## Discografie

### Albums

#### Mudfunk
- 2006: Live at the Grind

#### Solo
- 2021: The Darkness Dressed in Colored Lights
- 2017: New Lore
- 2014: Madman
- 2012: The Salesman and the Shark
- 2011: Magic (heruitgave)
- 2004: 27

### Singles
- 2013: To Leave Something Behind
- 2012: Downwind
- 2006: Mudfunk – Wrong Side of the Bed